# تپه گرده که عبه صوفی
تپه گرده که عبه صوفی مربوط به دوران پیش از تاریخ ایران باستان است و در شهرستان مریوان، بخش مرکزی، روستای وله ژیر واقع شده و این اثر در تاریخ ۲۳ شهریور ۱۳۸۲ با شمارهٔ ثبت ۱۰۰۹۲ به‌عنوان یکی از آثار ملی ایران به ثبت رسیده است.